# Vir orientalis
Vir orientalis är en kräftdjursart som först beskrevs av James Dwight Dana 1852.  Vir orientalis ingår i släktet Vir och familjen Palaemonidae. Inga underarter finns listade i Catalogue of Life.